# En defensa de la lengua andaluza
En defensa de la lengua andaluza es una obra de Tomás Gutier publicada en 2000 por Editorial Almuzara, originalmente bajo el título Sin ánimo de ofender. Se trata de un ensayo crítico con las autoridades que, según el autor, han perseguido la lengua andaluza y tergiversado los orígenes y la historia del idioma español.  
El libro introduce ideas tales como que el actual español deriva de la lengua aljamía que se hablaba en al-Ándalus y que Andalucía es la cuna del español, ya que es improbable que este idioma surgiera en el norte peninsular, área escasamente romanizada.
Las hipótesis del libro se basan en los deseos del autor más que en la realidad histórica, que muestra que la génesis del castellano estuvo en el Reino de Castilla y que el romance de al-Ándalus desapareció en el siglo XII. Ese romance de al-Ándalus no era el de Andalucía sino el del área tomada por los árabes (que no coincidía con Andalucía sino que era más amplia), se fundió con otros romances como el leonés con la huida de los mozárabes al norte tras la llegada de los almorávides y almohades. Por eso este libro no tiene crédito científico y ha sido considerado como ensayo-ficción, aunque refleja la buena voluntad y la poca documentación del autor . 
De familia cántabra, Gutier se llama Gutiérrez en realidad pero decidió cambiar su apellido.